# Trone mosse naturreservat
Trone mosse naturreservat är ett naturreservat i Vänersborgs kommun i Västra Götalands län.
Området är naturskyddat sedan 2019 och är 30 hektar stort. Reservatet ligger sydost om sjön Långhalmen och omfattar ett större skog- och myrkomplex. Reservatet består av sumpskog, tallskog och myrmark. 